# Escola d'orgue Leoš Janáček
L'Escola d'orgue Leoš Janáček (en txec: Varhanická škola Leoše Janáčka) de Brno fou una escola de música centrada en l'ensenyament de joves intèrprets d'orgue i cantants, especialment en el camp de la música sacra.
L'escola estava situada a la vila de Chleborád, en un parc de l'actual plaça Janáček, amb una façana al carrer Kounicova i una entrada des del carrer Smetana de Brno. L'edifici acull l'Escola d'art bàsica de Brno.

## Història
La idea de construir una escola d’orgue a Brno, que preparés els músics per als cors de l'església i el cultiu del cant de l'església, va néixer al cap del jove Leoš Janáček. La seva principal influència fou la seva estada a la Fundació Thurn-Valsassina al barri antic de Brno. Més tard, mentre estudiava a l'Escola d'orgue de Praga, al conservatori de Leipzig i després a Viena, va conèixer escoles similars i, com a ciutadà amb consciència nacional, va voler fomentar l'establiment d’aquesta escola també a Moràvia.

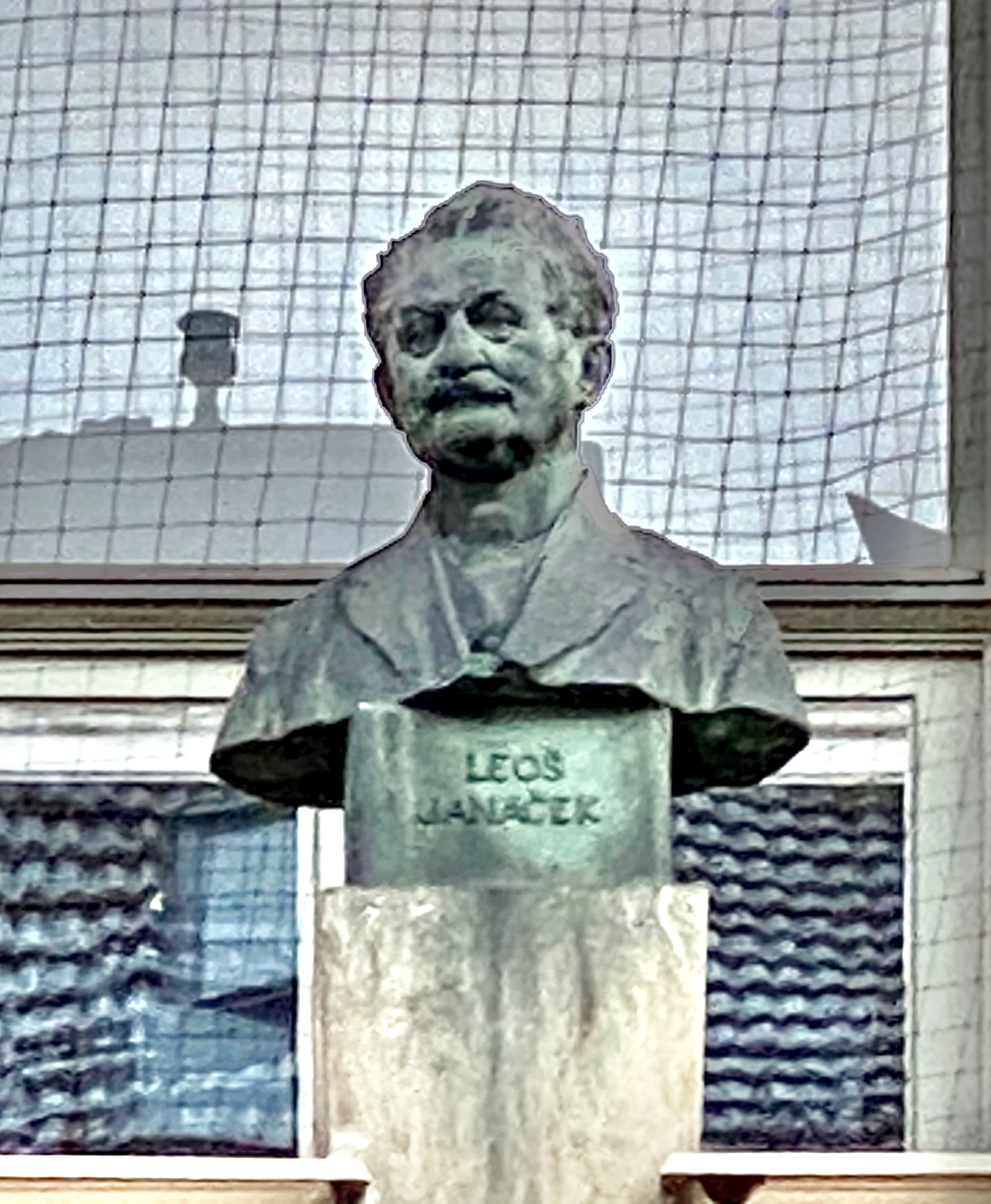
Bust de Janáček a la façana

En aquell moment, ell mateix ensenyava música a l'Institut de Magisteri i coneixia bé el nivell dels graduats, que com a professors de les seves comunitats havien de ser els pilars de les produccions música al temple. El maig de 1881 va aconseguir aglutinar diverses personalitats del clergat i la noblesa per a la seva idea. Eren: el cardenal Bedřich de Fűrstenberg, arquebisbe d'Olomouc, el comte Jindřich Belrupt-Tissac, president del comitè provincial, el terratinent Haupt-Buchenrode, el canonge František Zeibert i conseller consistorial P. Anselm Rambousek, més tard abat del monestir del barri antic de Brno, el professor i compositor Josef Chmelíček i l'advocat de Bučovice Josef Illner, aficionat a la música. Emilián Schulz, el director de l'Institut de Magisteri (la filla del qual Zdenka es va casar amb Janáček poc després), també pertanyia a aquest grup.